# Presidente do Usbequistão
O Presidente da República (em usbeque: Ўзбекистон Республикасининг Президенти) é chefe de Estado do República Usbequistão. O cargo foi criado em 1 de setembro de 1991, após o Usbequistão declarar independência da União Soviética.
Islam Karimov foi o primeiro presidente do Usbequistão, governando durante quatro mandatos consecutivos. Em 2007 foi eleito para um terceiro mandato controverso de 7 anos, a Constituição estipulou um limite de dois mandatos. A explicação oficial foi que seu primeiro mandato, de cinco anos, estava sob a Constituição anterior e não contava para o novo limite. Ele morreu no cargo em 2 de setembro de 2016. Em 8 de setembro uma sessão conjunta das duas casas da Assembleia Suprema nomeou como presidente interino Shavkat Mirziyoyev, primeiro-ministro. No mesmo ano, Mirziyoyev, foi eleito presidente, embora observadores internacionais contestassem a eleição.

## Qualificações
A Constituição do Uzbequistão requer que o candidato a presidente tenha mais de 35 anos de idade, seja fluente em usbeque, e tenha residido em território nacional por pelo menos dez anos.

De acordo com o Artigo 92 da Constituição, ao tomar posse do cargo, o presidente deve fazer o seguinte juramento, em uma sessão da Assembleia Suprema:
Juro solenemente servir fielmente o povo do Uzbequistão, seguir estritamente a Constituição e as leis da República, garantir os direitos e liberdades dos cidadãos, e cumprir conscientemente os deveres conferidos ao Presidente da República do Uzbequistão.

## Lista de presidentes
| Nº | Presidente           | Retrato | Mandato                                       | Partido                     | Partido                                      | Eleição | Notas      |
| -- | -------------------- | ------- | --------------------------------------------- | --------------------------- | -------------------------------------------- | ------- | ---------- |
| 1  | Islam Karimov        |         | 24 de março de 1990 – 2 de setembro de 2016   |                             | Partido Comunista                            | 1990    | [ nota 1 ] |
| 1  | Islam Karimov        |         | 24 de março de 1990 – 2 de setembro de 2016   | Partido Democrático Popular | 1991                                         |         | [ nota 1 ] |
| 1  | Islam Karimov        | 2000    | 24 de março de 1990 – 2 de setembro de 2016   | Partido Democrático Popular |                                              |         | [ nota 1 ] |
| 1  | Islam Karimov        |         | 24 de março de 1990 – 2 de setembro de 2016   | Partido Liberal Democrático | 2007                                         |         | [ nota 1 ] |
| 1  | Islam Karimov        | 2015    | 24 de março de 1990 – 2 de setembro de 2016   | Partido Liberal Democrático |                                              |         | [ nota 1 ] |
| 2  | Nigmatilla Yuldashev |         | 2 de setembro de 2016 – 8 de setembro de 2016 |                             | Partido Democrático do Renascimento Nacional | -       | [ nota 2 ] |
| 3  | Shavkat Mirziyoyev   |         | 8 de setembro de 2016 – atualidade            |                             | Partido Democrático do Renascimento Nacional | -       |            |
| 3  | Shavkat Mirziyoyev   |         | 8 de setembro de 2016 – atualidade            | Partido Liberal Democrático | 2016                                         |         |            |
| 3  | Shavkat Mirziyoyev   | 2021    | 8 de setembro de 2016 – atualidade            | Partido Liberal Democrático |                                              |         |            |
| 3  | Shavkat Mirziyoyev   |         | 8 de setembro de 2016 – atualidade            | sem partido                 | 2023                                         |         |            |